# Tamburi di Gorée
I Tamburi di Gorée sono un gruppo musicale che nasce nell'isola di Gorée, in Senegal, dall'iniziativa di alcuni membri del gruppo Africa Djembe, con l'intento di fare rivivere le radici musicali tradizionali del loro Paese e dell'Africa occidentale, in particolare della tradizione musicale mandinga e wolof.
Nel 1988 successivamente alla registrazione del CD omonimo, il gruppo si trasferisce a Roma dove risiede attualmente.
I loro spettacoli sono eseguiti con strumenti a percussione e a corda, e con l'impiego di variopinti costumi propone i cori, i ritmi e le danze africane tradizionali.
Il gruppo è composto dai seguenti artisti: 
- Moustapha M'bengue ÷ Elhadji M'baye
- Ismaila M'baye ÷ Dominique M'baye
- Jean N'diaye ÷ Lamine Dabo.